# 基督教民主聯盟 (烏克蘭)
基督教民主聯盟（羅馬化：Khrystiyansko Demokratichnyj Soyuz）是烏克蘭的一個政黨。2002年12月2日，該黨在希臘雅典加入中間派民主國際（Centrist Democrat International）。目前正在進行加入歐洲人民黨的協商。該黨也發行報紙《基督教民主主義者報》（Християнський демократ）。

## 歷史
基督教民主聯盟以基督教人民聯盟之名成立於1997年2月8日，目的是要在烏克蘭宣傳歐洲基督教民主主義。1998年烏克蘭議會選舉，該黨加入「前進烏克蘭」（烏克蘭語：Виборчий блок партій "Вперед, Україно!"）選舉聯盟，拿下一席。
2002年3月，基督教人民聯盟加入由烏克蘭總統尤申科所領導的我們的烏克蘭聯盟。
2003年的第四次黨代表大會中，該黨與地區組織決定聯合，形成以基督教人民聯盟－基督教民主聯盟為基礎的新政黨。知名律師 Volodymyr Stretovych 成為新任黨魁。
2006年議會選舉，該黨加入我們的烏克蘭選舉聯盟。
2007年議會選舉，該黨仍然以我們的烏克蘭選舉聯盟成員參選，該聯盟拿下72席。
基督教民主聯盟支持尤莉雅·提摩申科參選2010年烏克蘭總統選舉。

## 外部連結
- 官方網站